# La Ville-du-Bois
La Ville-du-Bois là một xã ở tỉnh Essonne thuộc vùng Île-de-France miền bắc nước Pháp.
Theo điều tra dân số năm 1999, dân số xã này là 5.901 người. Ước tính dân số năm 2006 là 6.825.
Danh xưng cư dân địa phương La Ville-du-Bois trong tiếng Pháp là Urbisylvains.